# 파올로 밀라놀리
파올로 밀라놀리(이탈리아어: Paolo Milanoli, 1969년 12월 7일~)는 이탈리아의 펜싱 선수로 주 종목은 에페이다. 2000년 하계 올림픽에서 남자 에페 단체전 금메달을 획득했다. 또한 세계 선수권 대회에서 금메달 2개, 동메달 1개를 획득했다.

## 수상

### 수훈
- 사령관 이탈리아 공화국 공로장(2000년 10월 3일)